# Espècie en perill

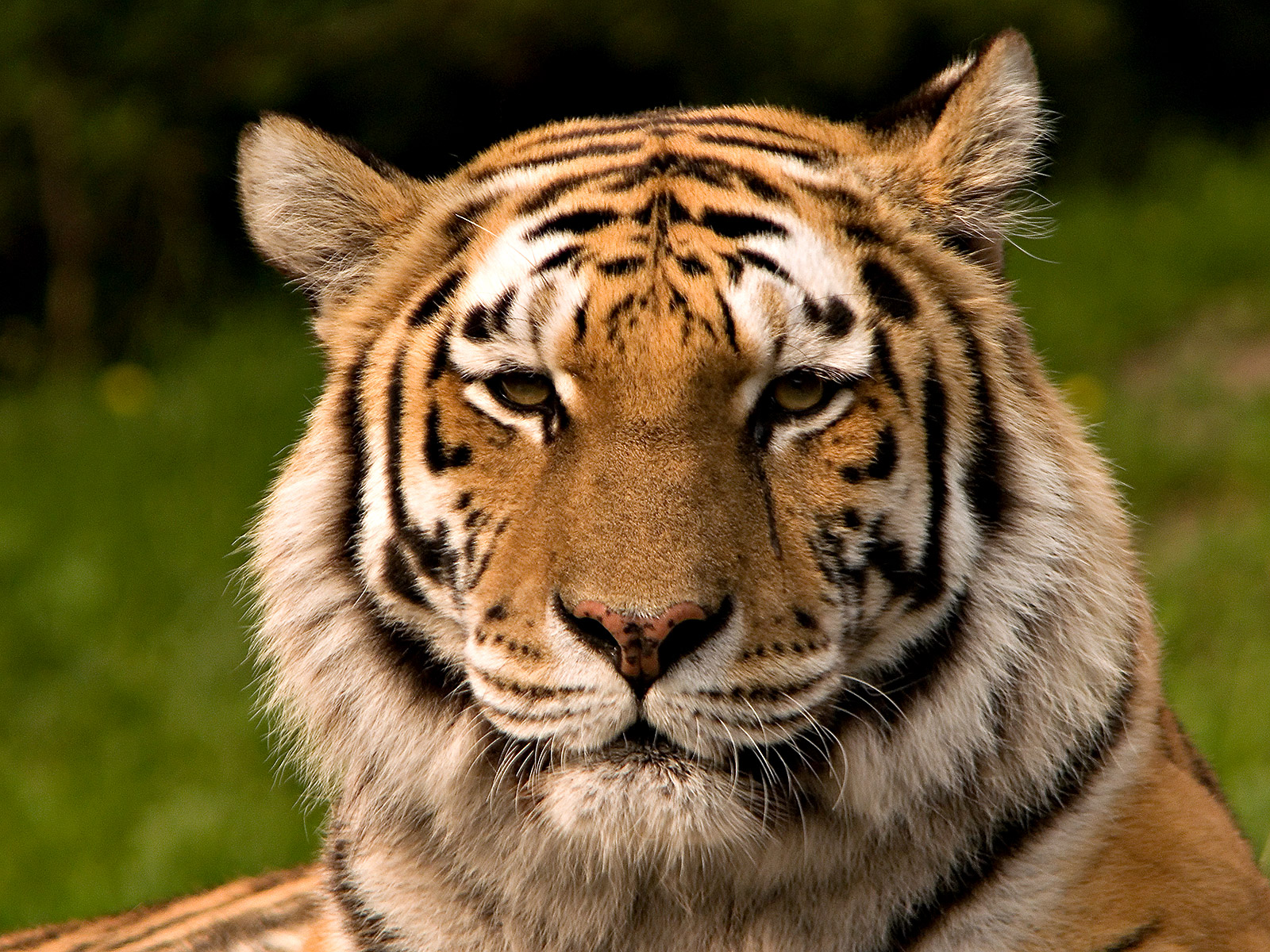
El tigre siberià és una subespècie de tigre que està en perill crític; tres subespècies de tigre ja s'han extingit.

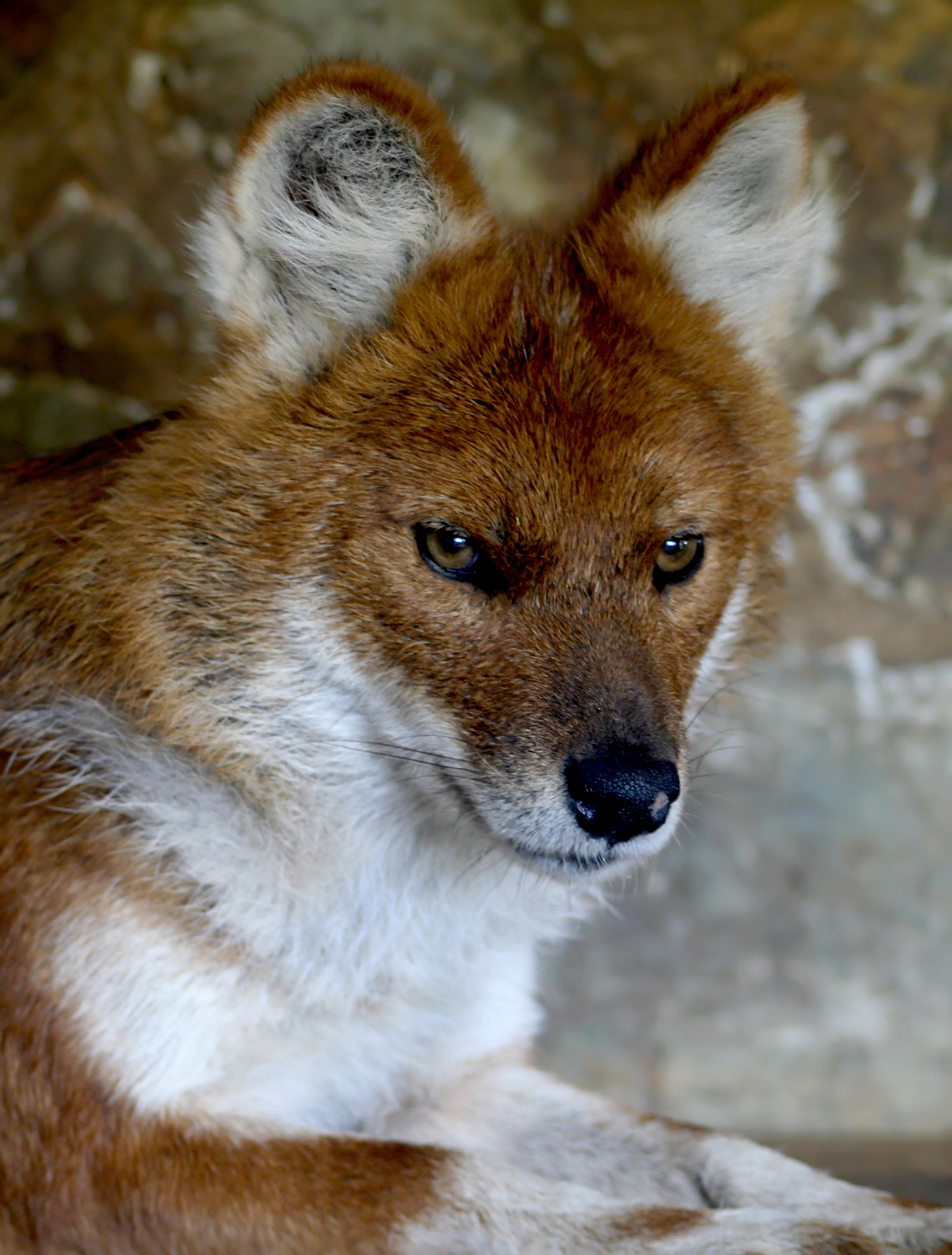
El cuó, el depredador asiàtic més amenaçat, es troba a la vora de l'extinció.

Una espècie en perill (EN de l'anglès "Endangered") és una població d'organismes que està en risc d'esdevenir extinta, a causa del seu reduït nombre d'individus, o que està amenaçat pels canvis ambientals o la depredació. La UICN ha estimat que el 40% de totes les espècies es troben en perill, basant-se en les dades de les espècies avaluades fins al 2006.
Molts països tenen lleis que ofereixen protecció a les espècies amenaçades: per exemple, prohibint la caça, restringint l'explotació del sòl o creant reserves.
Només unes poques de les moltes espècies en perill d'extinció es troben realment a les llistes i obtenen protecció legal, com és el cas dels pandes. Moltes més espècies s'extingeixen, o s'extingiran potencialment, sense que tingui cap ressò a l'opinió pública.

## Estat de conservació
L'estat de conservació d'una raça és un indicador de la probabilitat que una espècie amenaçada desaparegui. Alhora d'avaluar l'estat de conservació d'una espècie, es tenen en compte molts factors, no solament el nombre d'individus restants, sinó també es tenen en compte el creixement o la reducció de la seva població en el temps, l'índex d'èxit de la cria, les amenaces conegudes, i d'altres.
Internacionalment, 199 països han signat un acord per crear un Pla d'Acció per a la Biodiversitat per protegir les espècies en perill i d'altres amenaçades.

## Canvi climàtic
Abans de l'aparició dels gasos amb efecte d'hivernacle i de l'escalfament global, les espècies eren capaces de sobreviure en el seu hàbitat natural. No obstant això, el ràpid desenvolupament del canvi climàtic ha posat als animals en perill d'extinció. Nigel Stork, en el seu article "Re-assassing Extinction Rate", explica que "la causa principal de l'extinció és el canvi climàtic, i en particular l'augment de les temperatures, en lloc de només desforestació." Stork creu que el canvi climàtic és la principal raó perquè les espècies esdevinguin en perill, i proclama que l'augment de les temperatures a nivell local i global, fa més difícil la reproducció de les espècies. Donat que l'escalfament global continua, les espècies no són capaces de sobreviure i comencen a deteriorar-se. Aquest és un cicle repetitiu que està començant a augmentar a un ritme accelerat a causa del canvi climàtic, per tant, moltes espècies estan sent incorporades a la llista d'espècies en perill.
La Llista Vermella de la UICN es refereix a una categoria específica d'espècies amenaçades, i podria incloure espècies en perill crític. Aquesta llista fa servir el terme espècies amenaçades com una categoria específica d'amenaça, en lloc d'un terme general. Segons les categories de la UICN, les espècies en perill estan entre les espècies en perill crític i les espècies vulnerables. Les espècies en perill crític també poden ser considerades espècies en perill i complir tots els requisits.
El terme més genèric emprat per la UICN per espècies en risc d'extinció és espècie amenaçada, el qual inclou la categoria de menor risc d'espècies vulnerables, juntament amb les espècies en perill i en perill crític
La UICN inclou dins la categoria d'en perill a aquelles que s'enfronten a un elevat risc d'extinció en un futur pròxim.
Exemples: el cuó, el rorqual blau, l'elefant asiàtic, el panda gegant, la pantera de les neus, el gos salvatge africà, la tortuga verda marina, el tapir asiàtic, el tigre, el lleó marí de Steller, l'àguila menjamones, el lleó asiàtic, el marjor, l'orangutan de Borneo, la zebra de Grévy o el diable de Tasmània.

### Als Estats Units

"En perill" amb relació a "amenaçada" segons la ESA.

Segons la Endangered Species Act (ESA) dels Estats Units, "en perill" és la més protegida de les dues categories. Cicindela nevadica lincolniana és un exemple de subespècie en perill protegida per la ESA.
Només als Estats Units, el nombre d'espècies amenaçades amb l'extinció és 10 cops més elevat que el nombre d'espècies protegides per la ESA. El US Fish and Wildlife Service així com el National Marine Fisheries Service són responsables de classificar i protegir les espècies en perill, encara que, afegir una espècie concreta a la llista és un procés llarg i controvertit, que en realitat només representa una petita part de la vida animal i vegetal en perill.
Algunes lleis sobre espècies en perill estan en controvèrsia. Els típics punts de controvèrsia són: els criteris per a la col·locació d'una espècie a la llista d'espècies en perill, i els criteris per a l'eliminació d'una espècie de la llista un cop la seva població s'ha recuperat, si les restriccions en el desenvolupament de la terra comporten una "expropiació" de terres per part del govern. La qüestió associada és, si els propietaris privats han de ser compensats per la pèrdua d'ús de les seves terres, i l'obtenció d'excepcions raonables a les lleis de protecció. La pressió exercida pels caçadors i diverses indústries com la indústria del petroli, la construcció o la indústria de la fusta, també han estat un obstacle en l'establiment de lleis per les espècies en perill.
L'administració Bush va aixecar una política que requeria que els oficials federals consultessin als experts en vida salvatge, abans d'emprendre accions que poguessin danyar les espècies en perill. Sota l'administració Obama, aquesta política s'ha reinstaurat.
Que una espècie sigui llistada com una espècie en perill, pot tenir efectes negatius donat que pot convertir-la en més desitjable per a col·leccionistes i caçadors furtius. Aquest efecte es pot reduir potencialment, com succeeix a la Xina, on les tortugues es crien en granges per al seu comerç, reduint possiblement part de la pressió de la caça il·legal d'espècies en perill.
Un altre problema amb les espècies llistades és l'efecte d'incitar l'ús del mètode "dispara, enterra i calla" de netejar espècies en perill d'una àrea de terreny. Actualment alguns terratinents podrien experimentar una pèrdua de valor de les seves terres, després d'haver-s'hi trobat un animal en perill d'extinció. Pel que sembla, han optat per matar en silenci i enterrar els animals o destruir el seu hàbitat, eliminant així el problema de les seves terres, però al mateix temps, reduint encara més la població d'una espècie en perill d'extinció. L'efectivitat de l'Endangered Species Act, la qual va encunyar el terme "espècies en perill d'extinció", ha estat qüestionada per part de grups d'advocats d'empreses i les seves publicacions, encara que ha estat àmpliament reconeguda com una eina de recuperació efectiva, per part dels científics que treballen amb les espècies. Dinou espècies han sortit de la llista després d'haver-se recuperat i el 93% de les espècies del nord-est del país que es troben a la llista tenen poblacions estables o en recuperació.
Actualment, 1.556 espècie del món han estat catalogades en perill o prop de la seva extinció, i es troben sota la protecció de les lleis del govern (Glenn, 2006, Webpage). Aquesta aproximació, però, no pren en consideració el nombre d'espècies amenaçades de perill que no s'inclouen sota la protecció de lleis com l'Endangered Species Act. D'acord amb l'estat global de conservació de NatureServe, aproximadament el 13% dels vertebrats (excloent els peixos marins), el 17% plantes vasculars, i entre el 6 i 8% dels fongs es consideren en perill (Wilcove i Mestre, 2008, p. 415-416). Així, en total, entre el 7 i 8% d'animals, fongs i plantes conegudes dels Estats Units estan a prop de l'extinció (Wilcove i Mestre, 2008, p. 416). Aquest total és molt major que el nombre d'espècies protegides per l'Endangered Species Act dels Estats Units.

#### Estat de conservació de NatureServe
NatureServe i els programes dels seus membres i col·laboradors, utilitzen una sèrie de factors per avaluar l'estat de conservació d'espècies de plantes, animals i fongs, així com les comunitats i sistemes ecològics. Aquestes avaluacions condueixen a la designació d'un rang d'estat de conservació. Aquests rangs proporcionen a les espècies, una estimació del risc d'extinció, mentre que a les comunitats i sistemes ecològics els proporcionen una estimació del risc d'eliminació. Actualment s'estan desenvolupant els rangs d'estat de conservació per als sistemes ecològics d'Amèrica del Nord.
Els rangs d'estat de conservació es basen en una escala que va de l'1 al 5, variant des de en perill crític (G1) fins a segur (G5). L'estat és designat i documentat en 3 escales geogràfiques diferents: global (G), nacional (N) i estat/província (S). La numeració té el següent significat::
- 1 = en perill crític
- 2 = en perill
- 3 = vulnerable
- 4 = aparentment segur
- 5 = segur

Per exemple, G1 indicaria que una espècie està en perill crític arreu de la seva àrea de distribució geogràfica, és a dir, globalment. En aquest sentit l'espècie sencera és considerada en risc molt elevat d'extinció. Un rang S3 indicaria que l'espècie és vulnerable i té un risc d'extinció moderat en un estat o província en concreta, podent, fins i tot, estar segura en altres indrets.
A les espècies i els ecosistemes se'ls designa també amb una "X" (suposadament extinta o extirpada) si no es creu que encara sobrevisqui, o amb una "H" (possiblement extinta o extirpada) si només se la coneix a partir de registres històrics, però hi ha una possibilitat que encara visqui. Altres variants i qualificadors s'utilitzen per afegir informació o indicar qualsevol nivell d'incertesa.

## Impacte sobre la biodiversitat i les espècies en perill
Per tal de conservar la biodiversitat del planeta, s'ha de tenir en compte els motius pels quals tantes espècies estan esdevenint en perill. "La pèrdua d'hàbitat és la causa més estesa que les espècies es trobin en perill als Estats Units, afectat al 85% d'espècies en perill" (Wilcove & Master, 2008, p. 416). Quan l'ecosistema d'un animal no es manté, aquest perd el seu hàbitat i es veu obligat a adaptar-se a nous entorns o morir. La pol·lució és un altre factor que provoca que moltes espècies es trobin en perill. A més, la sobreexplotació, les malalties (Wilcove & Master, 2008, p. 416) i el canvi climàtic (Kotiaho et al., 2005, p. 1963), també han posat en perill diverses espècies.
Els éssers humans impacten sobre les espècies i el seu entorn. "A mesura que l'ús que fan els humans dels recursos, l'energia i l'espai, s'ha anat intensificant durant els últims segles, la biodiversitat ha disminuït substancialment a gran part del món" (Ishwaran & Erdelen, 2006, p. 179).
A més, els humans han establert normes per decidir quines espècies creuen que han de ser salvades i quines troben poc importants o indesitjables. Per exemple, l'espècie Eleutherodactylus coqui, una espècie de granota invasiva a Hawaii, és tan comuna allà, que el seu cant nocturn disminueix el valor dels habitatges e impedeix als hotels fer servir habitacions prop de boscos. Per això, els hawaians han proposat eliminar aquesta espècie de l'illa, i diversos gestors de la vida salvatge volen alliberar un patogen que les mati (Minteer & Collins, 2005, p. 333). Com que aquesta granota ha provocat la disminució del valors d'habitatges i la pèrdua de negoci a diversos hotels, els hawaians van decidir que era acceptable eliminar les granotes que viuen prop d'ells.

## La importància de mantenir les espècies
"La diversitat de vida i sistemes vius és una condició necessària per al desenvolupament humà" (Ishwaran & Erdelen, 2006, p. 179). Molts qüestionen la importància de mantenir la biodiversitat en el món actual, on els esforços de conservació són costosos i lents. Les espècies han de ser salvades per "raons estètiques i morals, la importància de les espècies silvestres com a proveïdors de productes i serveis essencials per al benestar humà, el valor de determinades espècies com a indicadors de la salut ambiental o com a espècies crucials per al funcionament dels ecosistemes, i els avenços científics que s'han obtingut de l'estudi d'organismes silvestres" (Wilcove & Master, 2008, p. 418). En altres paraules, les espècies serveixen com a fonts d'art i entreteniment, proporciones productes com medecines pel benestar humà, indiquen la salut de l'ambient i els ecosistemes, i permeten la recerca, el qual resulta en descobriments científics. Un exemple d'una "raó estètica" per conservació d'espècies en perill, és la introducció del llop al Parc Nacional de Yellowstone. El llop ha portat nombrosos grups de turistes al parc i s'ha afegit a la biodiversitat de l'àrea protegida (Wilcove & Master, 2008, p. 418).
Un exemple de suport a la conservació d'espècies en perill d'extinció com a proveïdors de productes per al benestar humà, és el matoll de menta. S'ha descobert que aquests matolls contenen un agent anti-fongs i un insecticida natural (Wilcove & Master, 2008, p. 418). A més, el deteriorament del pigarg americà i del falcó pelegrí “van alertar les persones dels perills potencials per la salut associats a la fumigació generalitzada amb DDT i altres pesticides persistents" (Wilcove & Master, 2008, p. 418).
Finalment, un exemple d'espècies que proporcionen descobriments científics, és el cas del teix pacífic el qual "va esdevenir la font del taxol, un dels components anticancerosos més potents mai descoberts" (Wilcove & Master, 2008, p. 418-419). Les espècies en perill podrien ser útils per al desenvolupament humà, el manteniment de la biodiversitat i la preservació d'ecosistemes. Un altre mètode és la conservació d'ecosistemes, el qual consisteix a centrar-se menys en la conservació d'un individu d'una espècie determinada, i centrar-se més a conservar el bon funcionament del conjunt de l'ecosistema.

## Ajudar a preservar les espècies en perill d'extinció
L'objectiu dels conservacionistes és crear i ampliar la forma de preservar les espècies en perill d'extinció i mantenir la biodiversitat. Hi ha diverses maneres en les que un pot ajudar en la preservació de les espècies del món que estan en vies d'extinció. Una d'elles és l'obtenció de més informació sobre els diferents grups d'espècies, especialment invertebrats, fongs i organismes marins, on les dades siguin insuficients.
Per exemple, per entendre les causes de declivi i extinció d'una població, es va fer un experiment amb una població de papallones a Finlàndia. En aquestes anàlisis es van registrar i examinar la classificació a la llista d'espècies en perill de les papallones, la seva distribució, densitat, especificitat larval, capacitat de dispersió, l'amplada de l'hàbitat dels adults, el temps de vol i la mida del cos, per determinar el nivell d'amenaça de cada espècies. Es va trobar que la distribució de les papallones s'havia reduït un 51,5% i que tenien un hàbitat severament restringit. Uns exemples de papallones específiques que han vist reduïda la seva àrea de distribució són la Boloria frigga i la Pyrgus malvae, les quals estan afectades per la pèrdua d'hàbitat degut al drenatge extensiu dels pantans on viuen (Kotiaho et al., 2005, p. 1963–1967). Això demostra que quan es coneixen les causes del perill, podem crear solucions satisfactòries per la gestió de la biodiversitat.
Una altra manera d'ajudar a preservar espècies en perill d'extinció és crear una nova societat de professionals dedicats a l'ètica ecològica. Això podria ajudar els ecologistes a prendre decisions ètiques en la investigació i la gestió de la biodiversitat. A més, crear més consciència sobre l'ètica del medi ambient pot ajudar a fomentar la preservació de les espècies. "Els cursos d'ètica per a estudiants, i els programes de capacitació per a ecologistes i administradors de la biodiversitat" poden crear consciència ambiental i prevenir violacions de l'ètica en la investigació i gestió (Minteer & Collins, 2005, p. 336). Una última manera de conservar les espècies en perill d'extinció és a través d'inversions d'agències estatals i de proteccions dictades per governs. "Els ecologistes han proposat corredors biològics, reserves de la biosfera, la gestió d'ecosistemes, i la planificació ecoregional per acostar-se a integrar la conservació de la biodiversitat i el desenvolupament socioeconòmic, en escales espacials cada vegada majors" (Ishwaran & Erdelen, 2006, p. 179).
Un exemple d'una zona de conservació ordenada per un govern és el Northwest Hawaiian Islands Marine National Monument, la zona marina protegida més extensa del món. La reserva és essencial per a la preservació de les comunitats subaquàtiques i les regions objecte de sobrepesca. Només es permet pescar als investigadors que treballen a la zona, els coralls no poden ser extrets, i el Departament de Seguretat Nacional farà complir les restriccions sobre els vaixells que passen per les aigües, a través d'imatges per satèl·lit. S'estima que la reserva serveix de llar a unes set mil espècies, la majoria de les quals no es poden trobar en cap altre lloc al món (Raloff, 2006, p. 92). Aquesta reserva ambiental demostra que es poden crear entorns segurs per les espècies en perill, així com conservar alguns dels ecosistemes més extensos del món.

## Programes de cria en captivitat
La cria en captivitat és el procés de cria d'espècies rares o en perill en entorns controlats per humans en llocs d'accés restringit, com són les reserves naturals, els parcs zoològics i altres instal·lacions de conservació. La cria en captivitat té la intenció de salvar espècies de l'extinció. Està pensada per estabilitzar les poblacions de les espècies, de manera que aquestes deixin d'estar en perill de desaparèixer.
Aquesta tècnica s'ha utilitzat amb èxit en moltes espècies durant un temps, sent probablement els primers casos coneguts els de l'aparellament en captivitat de les col·leccions d'animals de governants d'Europa i l'Àsia, com és el cas del cérvol del Pare David. No obstant això, les tècniques de cria en captivitat són generalment difícils de dur a terme en espècies amb una gran mobilitat, com són les aus migratòries i els peixos. A més, si la població de cria és massa petita, es pot produir l'endogàmia degut al reduït patrimoni gènic, fet que pot conduir a fer que la població pateixi una manca d'immunitat a les malalties.

## Cria privada legal amb ànim de lucre
Mentre que la caça furtiva causa importants reduccions de les poblacions d'animals en perill d'extinció, la cria privada legal amb ànim de lucre té l'efecte contrari. Aquesta cria privada legal ha provocat un augment substancial de les poblacions del sud de rinoceront negre i de rinoceront blanc. El doctor Richard Emslie, un oficial científic de la UICN, va dir d'aquests programes que: "l'aplicació efectiva de la llei ha esdevingut molt més fàcil ara que els animals són en gran part de propietat privada ... Hem estat capaços de dur a les comunitats locals els programes de conservació. Hi ha incentius econòmics cada vegada més forts units a la cura dels rinoceronts en lloc dels de la simple caça furtiva: des de l'ecoturisme fins a la mateixa venda amb ànims de lucre. Per tant, molts propietaris els mantenen segurs. El sector privat ha estat clau per ajudar a la nostra feina."
Experts en conservació consideren un "mal entès" la cria de tortugues a la Xina, moltes de les quals estan en perill.
Mentre elogien la substitució gradual als mercats de tortugues salvatges per tortugues criades en captivitat (el percentatge d'individus criats en granges en el comerç "visible" va créixer des d'un 30% el 2000 fins a un 70% el 2007), alhora veuen amb preocupació el fet que molts animals salvatges són capturats per proporcionar als grangers animals de cria. Com l'expert conservacionista Peter Paul van Dijk indica, els grangers de tortugues sovint creuen en la superioritat dels animals capturats a la natura com a material de cria, el qual pot crear un incentiu perquè els caçadors de tortugues cerquin i capturin l'última resta d'individus salvatges d'algunes espècies de tortuga en perill.
El 2009, investigadors australians van aconseguir per primer cop criar Tonyina del sud en tancs, obrint la possibilitat de fer servir el cultiu de peixos com a forma de salvar les espècies dels problemes de sobrepesca a la natura.

## Galeria

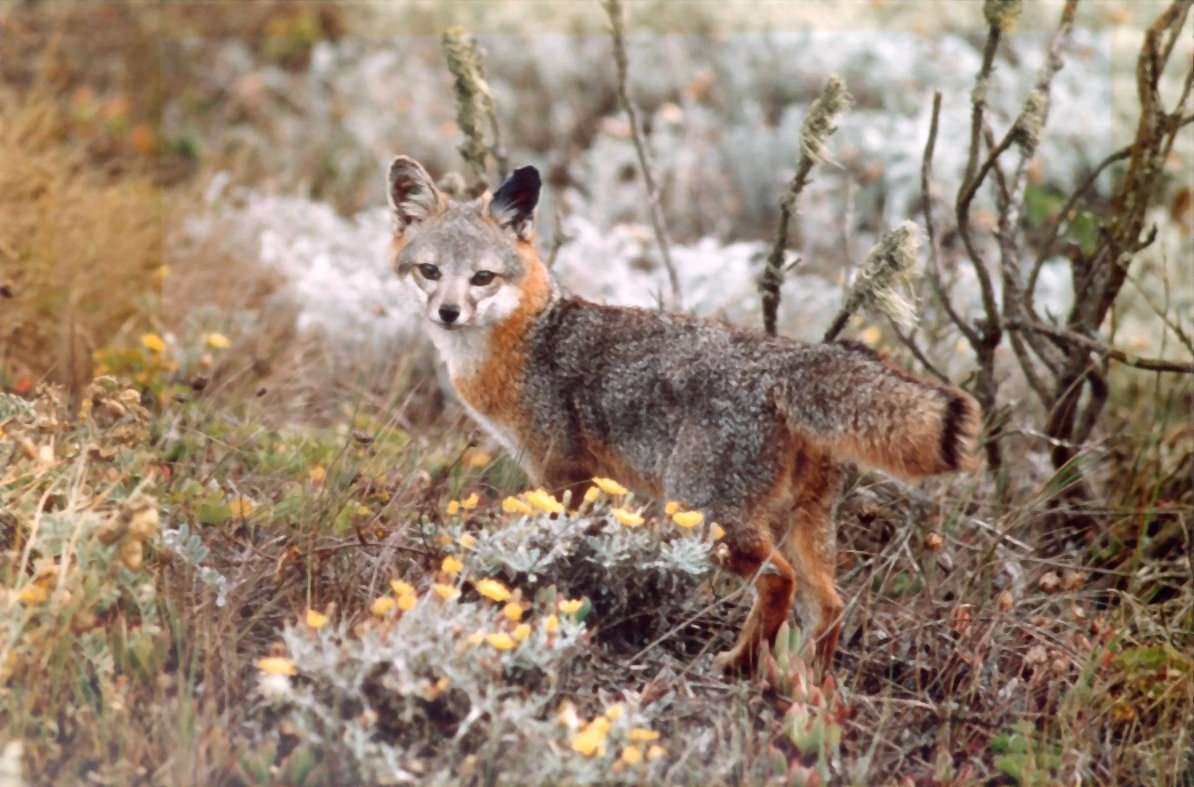
Guineu grisa de les illes Santa Bàrbara
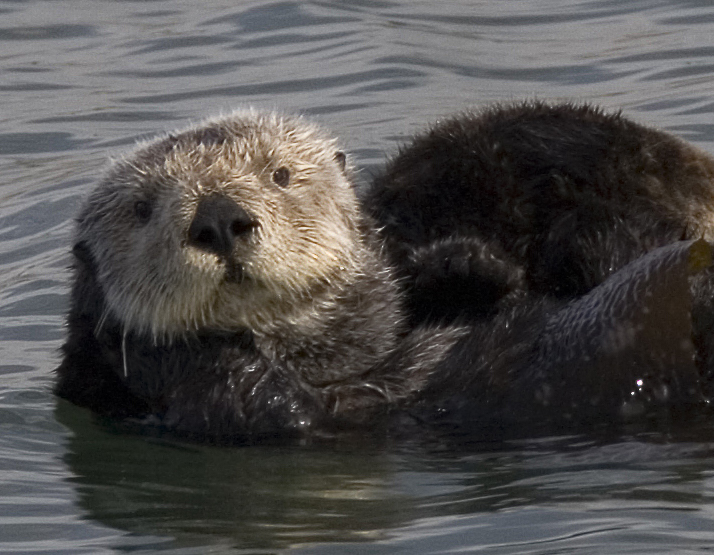
Llúdria marina
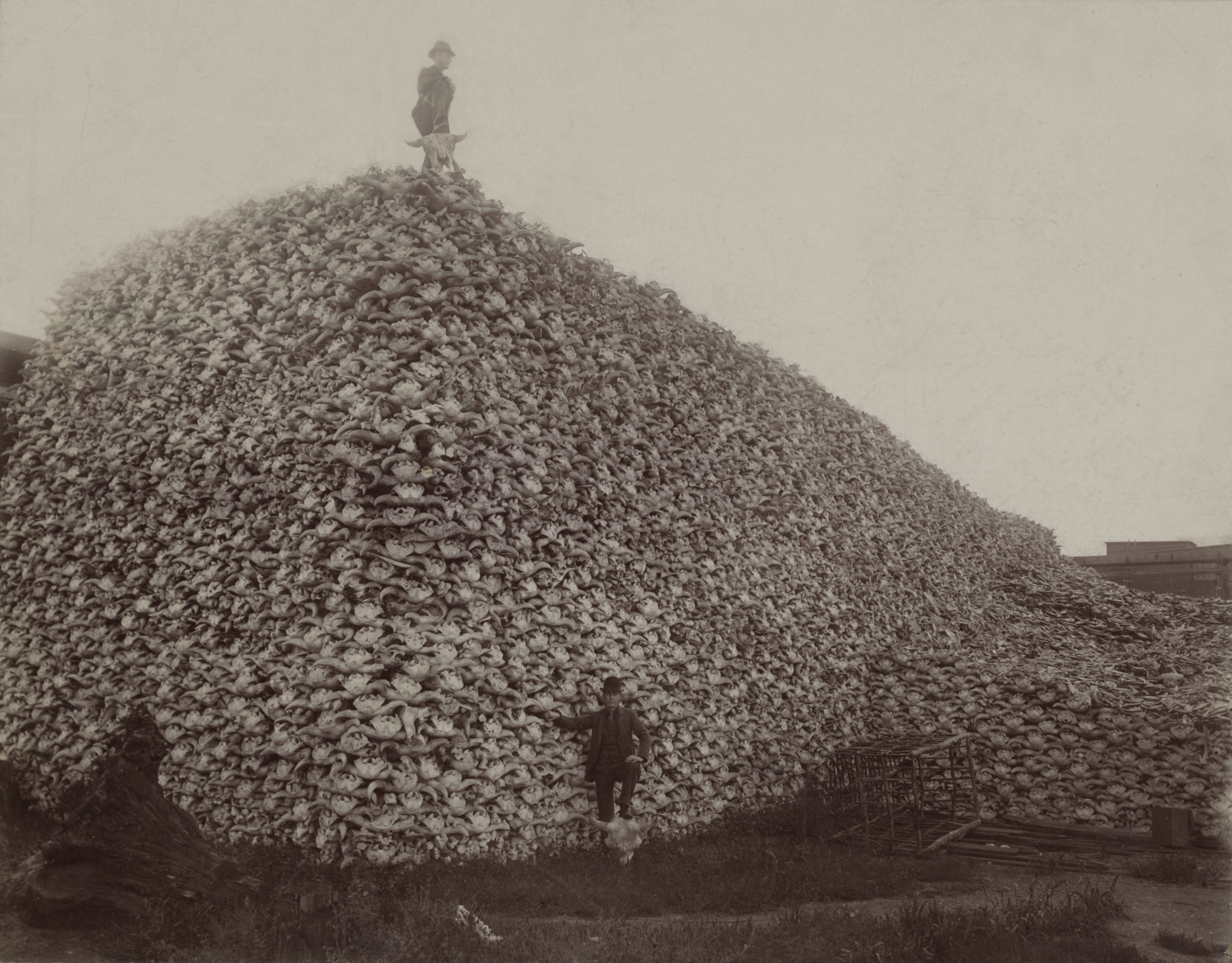
Una pila de cranis de bisó americà. El 1890 hi havia tan sols 750 bisons degut a l'excés de cacera.
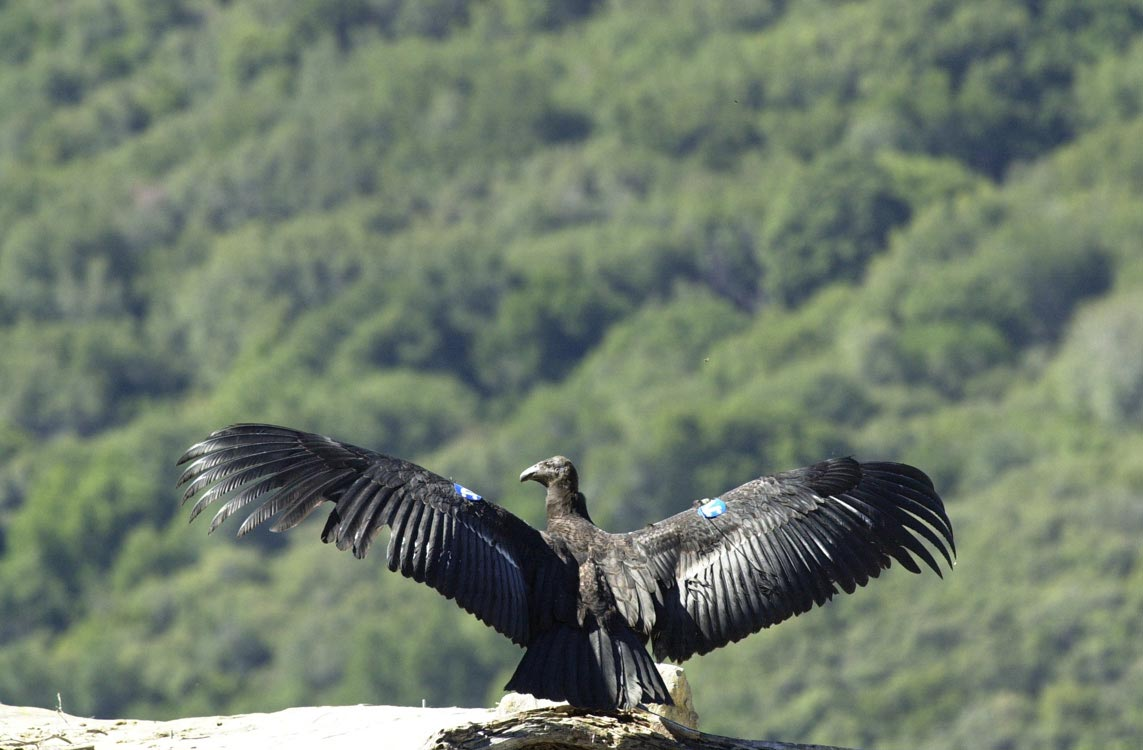
Un còndor de Califòrnia jove
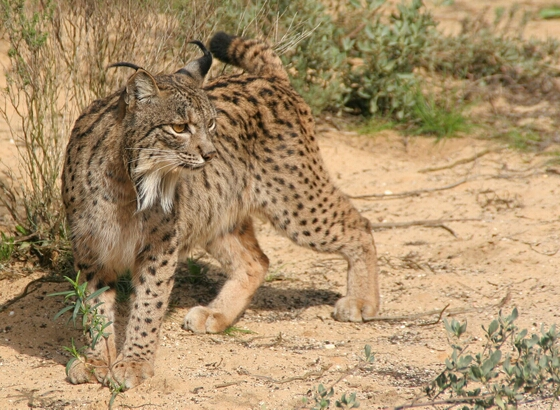
Linx ibèric, el mamífer més amenaçat d'Europa